# 161 (tal)
161 är det naturliga talet som följer 160 och som följs av 162.

## Inom vetenskapen
- 161 Athor, en asteroid

## Inom matematiken
- 161 är ett udda tal
- 161 är ett palindromtal i det decimala talsystemet.
- 161 är ett semiprimtal
- 161 är ett Prothtal
- 161 är ett hexagonalt pyramidtal
- 161 är ett centrerat hexadekagontal